# Csaba Fenyvesi
Csaba Fenyvesi (Budapest, 14 aprile 1943 – Budapest, 3 novembre 2015) è stato uno schermidore ungherese, vincitore di tre medaglie d'oro nella scherma ai giochi olimpici e di una Coppa del Mondo di scherma.